# Zádolí
Zádolí település Csehországban, az Ústí nad Orlicí-i járásban. Zádolí Džbánov, Javorník, Libecina, Pustina és Vysoké Mýto településekkel határos. Lakosainak száma 92 fő (2024. január 1.).

## Népesség
A település lakosságának változását az alábbi diagram mutatja:
| Lakosok száma | 332  | 296  | 278  | 225  | 118  | 91   | 85   | 90   | 95   | 92   |
|               | 1869 | 1890 | 1921 | 1950 | 1980 | 2001 | 2017 | 2019 | 2022 | 2024 |